# Petrov (okres Praha-západ)
Obec Petrov se nachází v okrese Praha-západ, kraj Středočeský, 25 kilometrů jižně od centra Prahy a čtyři kilometry západně od města Jílové u Prahy. Žije zde 821 obyvatel.

## Historie
Petrov byl založen mnichy ostrovského kláštera ve 13. století. První písemná zmínka o vesnici pochází z roku 1310 a nachází se v listině vydané papežem Klementem V., v níž klášteru potvrdil jeho majetek. Po husitských válkách Petrov přešel z majetku kláštera do světských rukou a několikrát změnil během dvou staletí své majitele.
V roce 1585 jej koupil s okolními vesnicemi Vilém z Rožmberka a v roce 1590 se Petrov dostal do rukou známého alchymisty Edwarda Kellyho, který měl ve vsi údajně svou utajenou dílnu. Další majitelé se měnili až do roku 1731, kdy se vesnice dostala do majetku pražských arcibiskupů. Od roku 1868 má katastrální území s vlastní samosprávou. Jádro obce tvoří kruhová náves s rybníkem a starými lipami. Petrov se vyvíjel od svého založení jako obec zemědělského charakteru.
V 19. století se tu po domácnostech vyráběla také březová košťata, která vykupovali faktoři a vyváželi je do zahraničí. O zemědělském charakteru vesnice svědčí i řada staveb živočišné výroby z let 1960–1970. Na území obce je doložena středověká těžba zlata. Ve východní části katastru se zlato těžilo až do roku 1968.

### Rok 1932
V obci Petrov (přísl. Bohuliby, Sázava, 534 obyvatel) byly v roce 1932 evidovány tyto živnosti a obchody: výroba cementového zboží, cihelna, 8 hostinců, kovář, pekař, 7 rolníků, 3 obchody se smíšeným zbožím, stavitel, 3 trafiky.

## Přírodní poměry
V jihovýchodní části katastrálního území Petrov u Prahy leží část přírodní památky Třeštibok.

## Obecní správa

### Části obce
Obec Petrov se skládá ze tří částí na dvou katastrálních územích:
- Petrov (k. ú. Petrov u Prahy)
- Bohuliby (k. ú. Petrov u Prahy)
- Chlomek (k. ú. Sázava u Petrova)
- Obora (k. ú. Petrov u Prahy)

### Územněsprávní začlenění
Dějiny územněsprávního začleňování zahrnují období od roku 1850 do současnosti. V chronologickém přehledu je uvedena územně administrativní příslušnost obce v roce, kdy ke změně došlo:
- 1850 země česká, kraj Praha, politický okres Jílové, soudní okres Jílové[5]
- 1850 země česká, kraj Praha, politický okres Jílové, soudní okres Jílové
- 1855 země česká, kraj Praha, soudní okres Jílové
- 1868 země česká, politický okres Karlín, soudní okres Jílové
- 1884 země česká, politický okres Královské Vinohrady, soudní okres Jílové[6]
- 1921 země česká, politický okres Královské Vinohrady expozitura Jílové, soudní okres Jílové[7]
- 1925 země česká, politický i soudní okres Jílové[8]
- 1939 země česká, Oberlandrat Praha, politický i soudní okres Jílové[9]
- 1942 země česká, Oberlandrat Praha, politický okres Praha-venkov-jih, soudní okres Jílové[10]
- 1945 země česká, správní i soudní okres Jílové[11]
- 1949 Pražský kraj, okres Praha-východ[12]
- 1960 Středočeský kraj, okres Praha-západ
- 2003 Středočeský kraj, obec s rozšířenou působností Černošice

## Doprava
Obcí prochází silnice II/104 Davle – Jílové u Prahy. Obcí prochází železniční železniční trať Praha–Dobříš. Je to jednokolejná regionální trať, doprava byla v úseku Skochovice – Jílové u Prahy zahájena roku 1900. V roce 2011 měly v obci zastávky autobusové linky Jílové u Prahy – Luka pod Medníkem (v pracovních dnech 7 spojů) a Jílové u Prahy – Davle – Měchenice (v pracovních dnech osm spojů, o víkendu dva spoje, dopravce Veolia Transport Praha). Po železnici vede linka S8 (Praha – Vrané nad Vltavou – Čerčany) v rámci pražského systému Esko. Železniční zastávkami Petrov-Chlomek a Petrov u Prahy jezdilo denně dvanáct párů osobních vlaků.

## Galerie

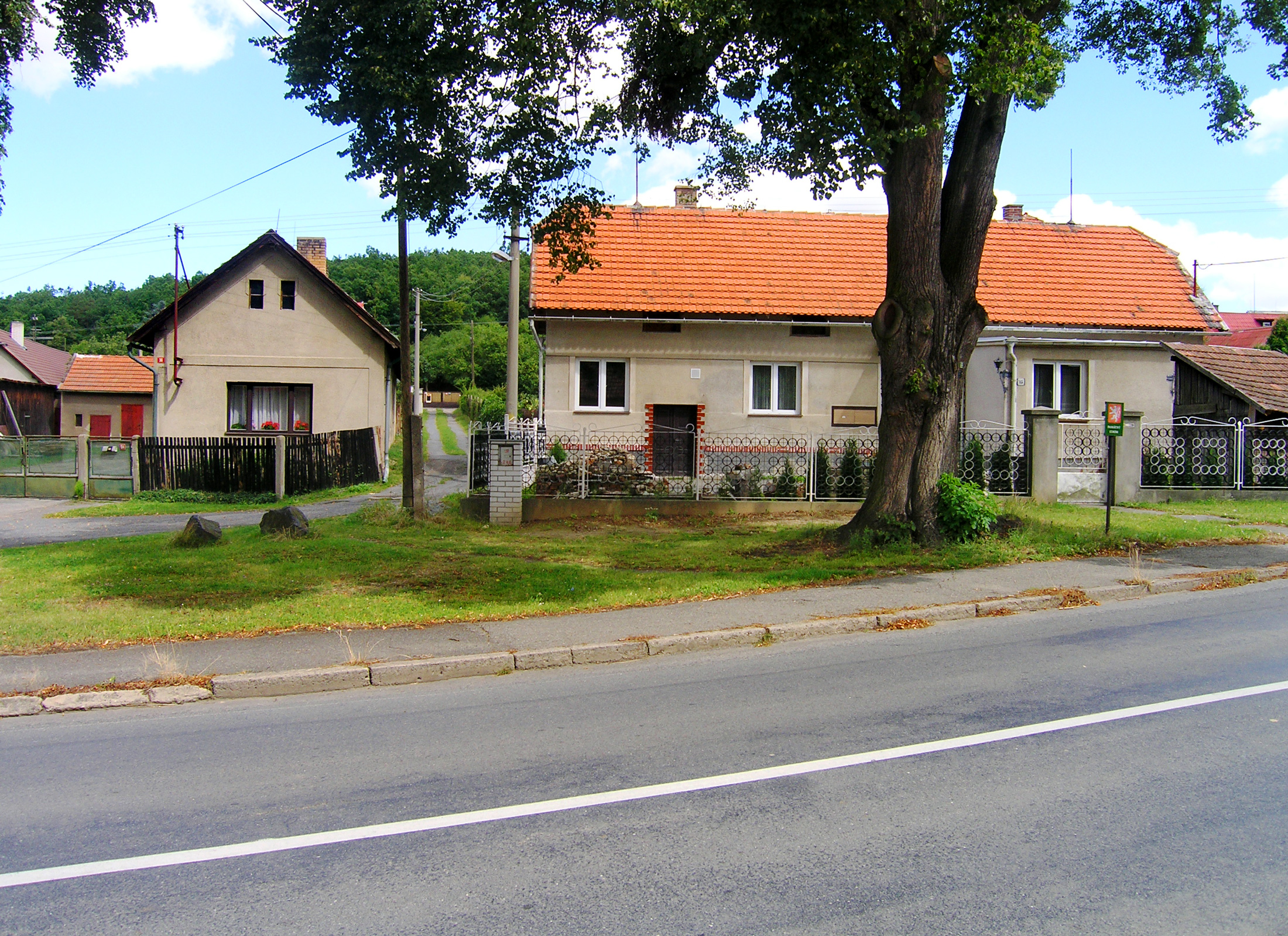
Chráněná lípa na návsi
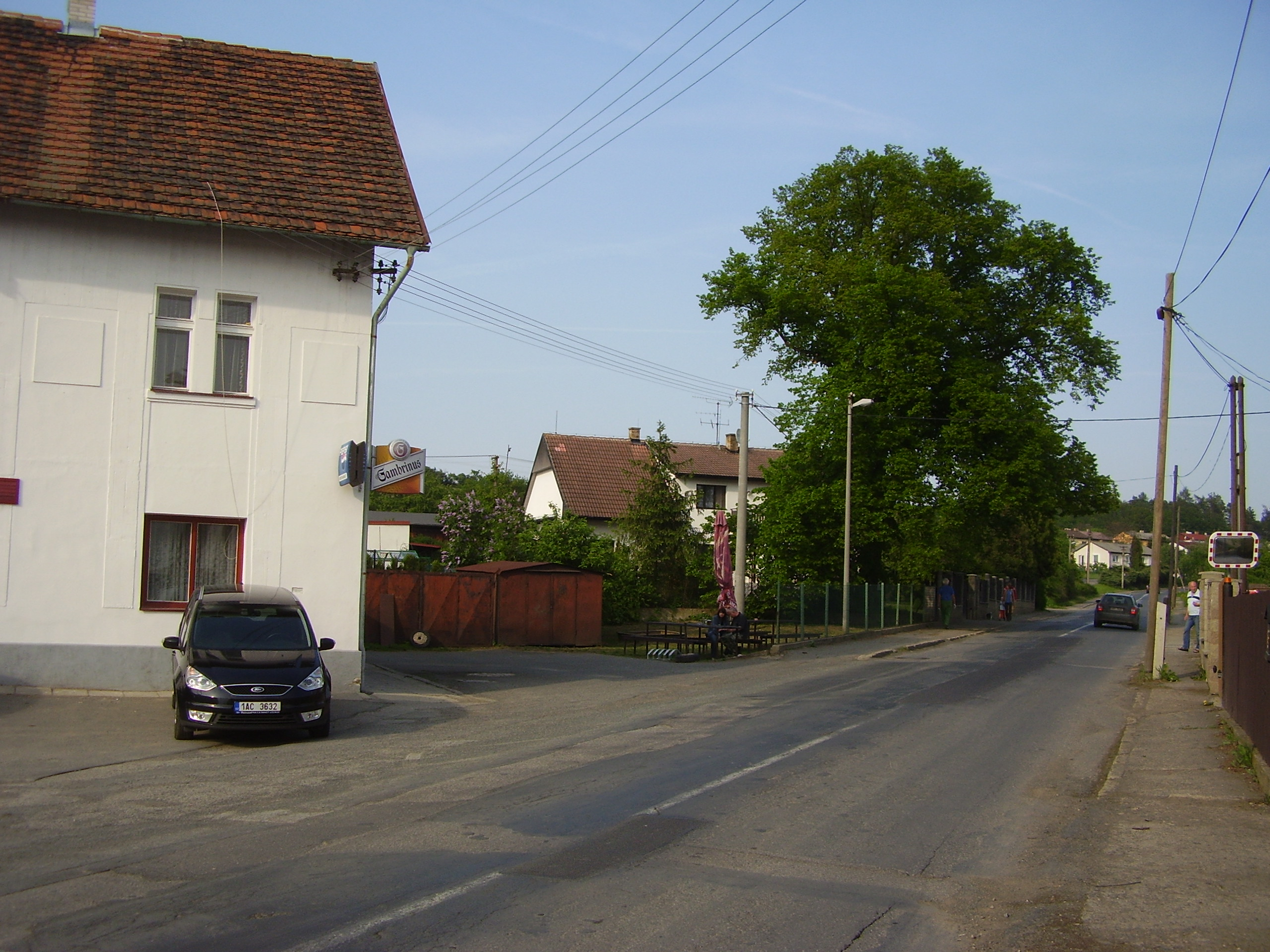
Místní hospoda a silnice k Jílovému u Prahy
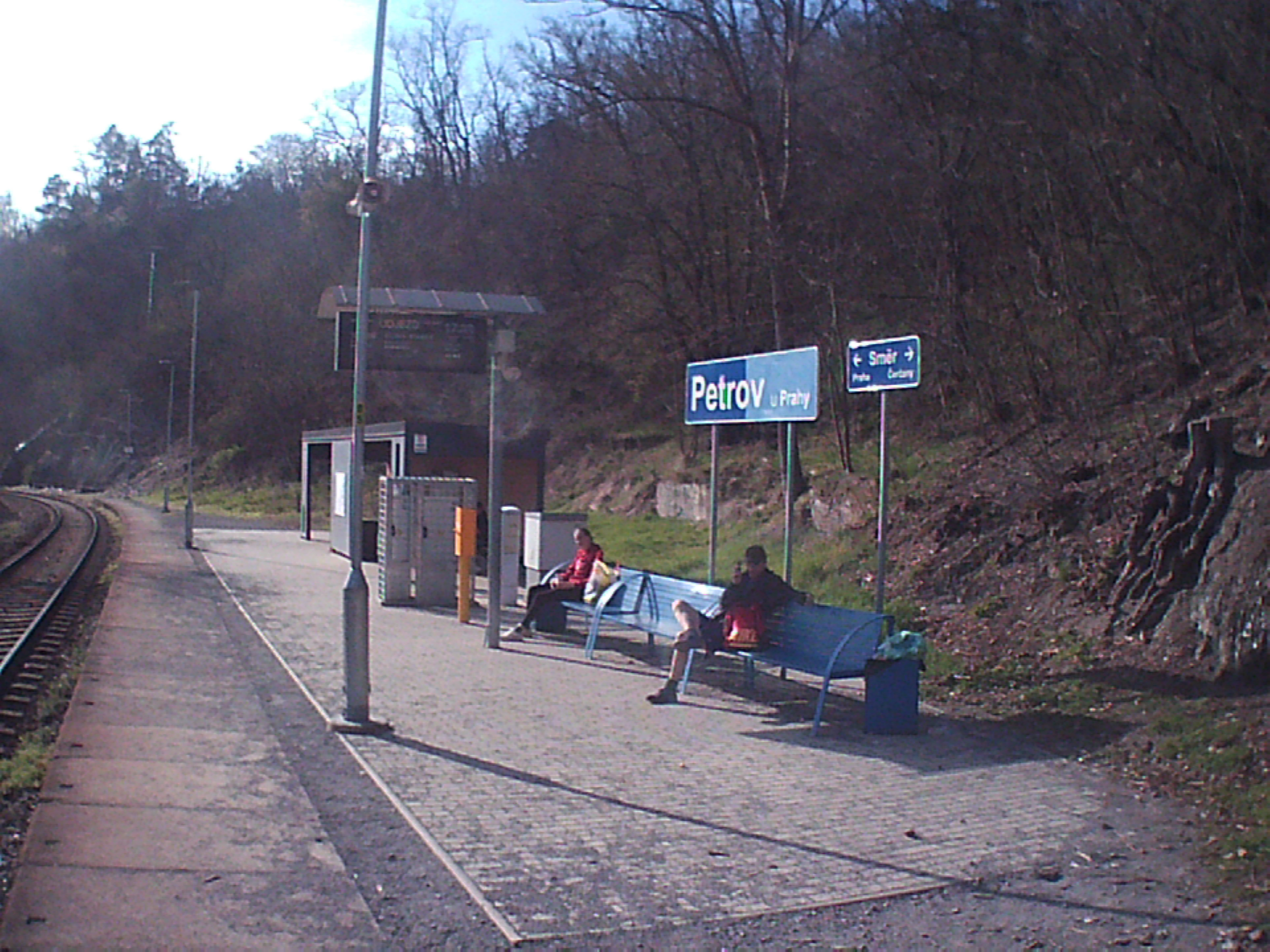
Železniční zastávka Petrov u Prahy